# Isoneuromyia mexicanus
Isoneuromyia mexicanus är en tvåvingeart som beskrevs av Lane 1948. Isoneuromyia mexicanus ingår i släktet Isoneuromyia och familjen platthornsmyggor. Inga underarter finns listade i Catalogue of Life.